# Kerkrade
Kerkrade ( udtale ?; Limburgsk: Kirchroa) er en kommune og en by, beliggende i den sydlige provins Limburg i Nederlandene. Kommunens areal er på 22,13 km², og indbyggertallet er på 45.951 pr. 1. april 2016.

## Kernerne
Kerkrade Kommunen består af følgende (lands-)byer og bebyggelser.
| Kerkrade-nord: - Eygelshoven-Kom - Hopel - Vink - Waubacherveld | Kerkrade-øst/nord: - Chevremont - Ham (Erenstein) - Haanrade - Kaffeberg - Rolduckerveld | Kerkrade-øst/syd: - Bleijerheide - Holz - Kerkrade-Centrum - Mucherveld - Nulland | Kerkrade vest: - Gracht - Heilust - Kaalheide - Locht - Spekholzerheide - Terwinselen |

## Galleri
- Erenstein Slot
- Erenstein Slot
- Kirke i Haanrade
- Kerkrade rådhus
- Niuewstraat, Kerkrade (NL) Neustrasse, Herzogenrath (T)